# Амити (Мисури)
Амити (енгл. Amity) град је у америчкој савезној држави Мисури.

## Демографија
По попису из 2010. године број становника је 54, што је 16 (-22,9%) становника мање него 2000. године.
| Група             | 2000.      | 2010.       |
| Белци             | 68 (97,1%) | 54 (100,0%) |
| Афроамериканци    | 0 (0,0%)   | 0 (0,0%)    |
| Азијати           | 0 (0,0%)   | 0 (0,0%)    |
| Хиспаноамериканци | 0 (0,0%)   | 0 (0,0%)    |
| Укупно            | 70         | 54          |